# Wanderlust
Wanderlust és un fort desig de passejar o viatjar i explorar el món.

## Etimologia
El primer ús documentat del terme en anglès es va produir el 1902 com a reflex del que llavors es veia com una característica predilecció alemanya per a la deambulació que es pot remuntar al romanticisme alemany i al sistema alemany d’aprenentatge (the journeyman), així com el costum de les passejades d'adolescents a la recerca de la unitat amb la natura.
El terme s’origina a partir de les paraules alemanyes wandern ('caminar') i Lust ("desig"), literalment traduït com "gaudi de l'excursionisme", tot i que normalment es descriu com "gaudi de passejar o deambular".
En els darrers anys, la paraula Wanderlust s'utilitza amb menys freqüència en alemany, havent estat substituït en gran manera en el sentit de "desig de viatjar" per Fernweh ("un anhel de llocs llunyans"), encunyat com a antònim de Heimweh, 'nostàlgia'.

## Sociologia
Robert E. Park, a principis del segle xx, va veure el desig d’oposar-se als valors de l'estatus i l’organització, mentre que el postmodernisme, per contra, el veuria en gran manera com un poderós joc.
A l' Europa de la Il·lustració, es va animar als solters de classe alta a embarcar-se en un Bildungsreise (aproximadament, "viatge educatiu cultural"), sovint viatges turístics a Itàlia o França.
Entre els turistes, els sociòlegs distingeixen l’afany de sol de l’afició com a forces motivadores: la primera busca principalment la relaxació i la segona participa amb diferents experiències culturals.

## Psicologia
El Wanderlust pot reflectir una intensa intenció d'autodesenvolupament experimentant allò desconegut, enfrontant-se a reptes imprevistos, coneixent cultures, formes de vida i comportaments desconeguts; o pot ser motivat pel desig d’escapar i deixar enrere sentiments depressius de culpa, i ha estat relacionat amb el trastorn bipolar en la periodicitat dels atacs.
A l'adolescència, la insatisfacció amb les restriccions de la llar i la localitat també pot alimentar el desig de viatjar.